# Chico Serra
Chico Serra (n. 3 februarie 1957, São Paulo) a fost un pilot brazilian de Formula 1 care a evoluat în Campionatul Mondial între anii 1981 și 1983.